# Wisconsin Rapids
Wisconsin Rapids és una població dels Estats Units a l'estat de Wisconsin. Segons el cens del 2000 tenia 18.435 habitants.

## Demografia
Segons el cens del 2000, Wisconsin Rapids tenia 18.435 habitants, 7.970 habitatges, i 4.782 famílies. La densitat de població era de 536,8 habitants per km².
Dels 7.970 habitatges en un 28% hi vivien nens de menys de 18 anys, en un 46% hi vivien parelles casades, en un 10,6% dones solteres, i en un 40% no eren unitats familiars. En el 34,8% dels habitatges hi vivien persones soles el 16% de les quals corresponia a persones de 65 anys o més que vivien soles. El nombre mitjà de persones vivint en cada habitatge era de 2,26 i el nombre mitjà de persones que vivien en cada família era de 2,93.
Per edats la població es repartia de la següent manera: un 24,7% tenia menys de 18 anys, un 8,5% entre 18 i 24, un 27,5% entre 25 i 44, un 19,8% de 45 a 60 i un 19,4% 65 anys o més.
L'edat mediana era de 38 anys. Per cada 100 dones de 18 o més anys hi havia 86,2 homes.
La renda mediana per habitatge era de 34.956$ i la renda mediana per família de 43.594$. Els homes tenien una renda mediana de 36.098$ mentre que les dones 22.466$. La renda per capita de la població era de 17.723$. Aproximadament el 7% de les famílies i el 9,1% de la població estaven per davall del llindar de pobresa.

## Poblacions més properes
El següent diagrama mostra les poblacions més properes.